# Alexis Thiériot
Alexis Thiériot est un homme politique français né le 20 juillet 1763 à Montaigu et mort le 2 décembre 1793 à Fontenay-le-Comte (Vendée).

## Biographie
Avocat, membre du directoire du département de la Vendée en 1790, il est député de la Vendée à l'Assemblée nationale législative de 1791 à 1792, siégeant avec les modérés.
Dès les débuts de la Guerre de Vendée, il est porté à la tête des troupes des Brouzils par les paysans contre son gré. Opposé aux excès de ses combattants, il fuit à Nantes.
Mais jugé au tribunal de district de Montaigu, il est inculpé en tant que "chef des rebelles" et condamné à mort par une commission militaire. Il est guillotiné à Fontenay-le-Peuple (Fontenay-le-Comte) le 2 décembre 1793.

## Source
- « Alexis Thiériot », dans Adolphe Robert et Gaston Cougny, Dictionnaire des parlementaires français, Edgar Bourloton, 1889-1891 [détail de l’édition]